# ماكسيم بيترنكو
ماكسيم بيترنكو (14 مايو 1982 - ) هو لاعب كرة قدم روسي في مركز الوسط. لعب مع دينامو ستافروبول ونادي تاغانروغ ‏ وFC Mashuk-KMV Pyatigorsk ‏ وميتوس نوفوتشركاسك ‏ وFC Biolog-Novokubansk ‏ وFC Nika Krasny Sulin ‏ وFC FSA Voronezh ‏ وFC Khimik-Arsenal ‏.

## وصلات خارجية
- ماكسيم بيترنكو على موقع قاعدة بيانات كرة القدم.إي يو (الإنجليزية)